# Jože Sivec (glasbenik)
Jože Sivec, slovenski muzikolog in pedagog, * 1930, Ljubljana, † februar 2017.
Predaval je na Oddelku za muzikologijo Filozofske fakultete Univerze v Ljubljani. Po upokojitvi je postal zaslužni profesor Univerze v Ljubljani.
Raziskovalno se je posvečal operi ter postavil temelje za vse nadaljnje raziskave o zgodovini opere na Slovenskem. Raziskoval je predvsem starejša obdobja glasbenega razvoja ter slovensko glasbo oz. glasbo na Slovenskem iz obdobja pozne renesanse in zgodnjega baroka. O operi je pisal tako znanstvene monografije kot tudi znanstvene in strokovne razprave, napisal pa je še vrsto prikazov opernih del, ki so izšli v priložnostnih gledaliških listih. Bil je tudi sourednik Gledališkega lista Ljubljanske opere, leta 2008 pa je prejel Mantuanijevo nagrado za življenjsko delo.
Mdr. je napisal knjige Dvesto let slovenske opere (1780 - 1980), Opera v Stanovskem gledališču v Ljubljani od leta 1790 do 1861 in Opera skozi stoletja.